# Pasquinade
Pasquinade eller pasqvil, paskvil er betegnelsen for et anonymt satirisk skrift.
De er opkaldt efter en hellenistisk statue, kaldet Pasquino-statuen. Denne er igen opkaldt efter en nærboende skomager som i 1500-tallet begyndte at ophænge satiriske og smædende skrifter på den. Andre kopierede ham og snart blev det en tradition at ophænge satiriske skrifter på den og flere andre statuer i Rom.
Navnet fra den første hængte dog ved, og bredte sig rundt i Europa, således at selv trykte anonyme satiriske smædeskrifter blev kaldt pasquinader, eller, som de også kom til at hedde i Danmark, pasqviller, paskviller.